# California Institute of the Arts

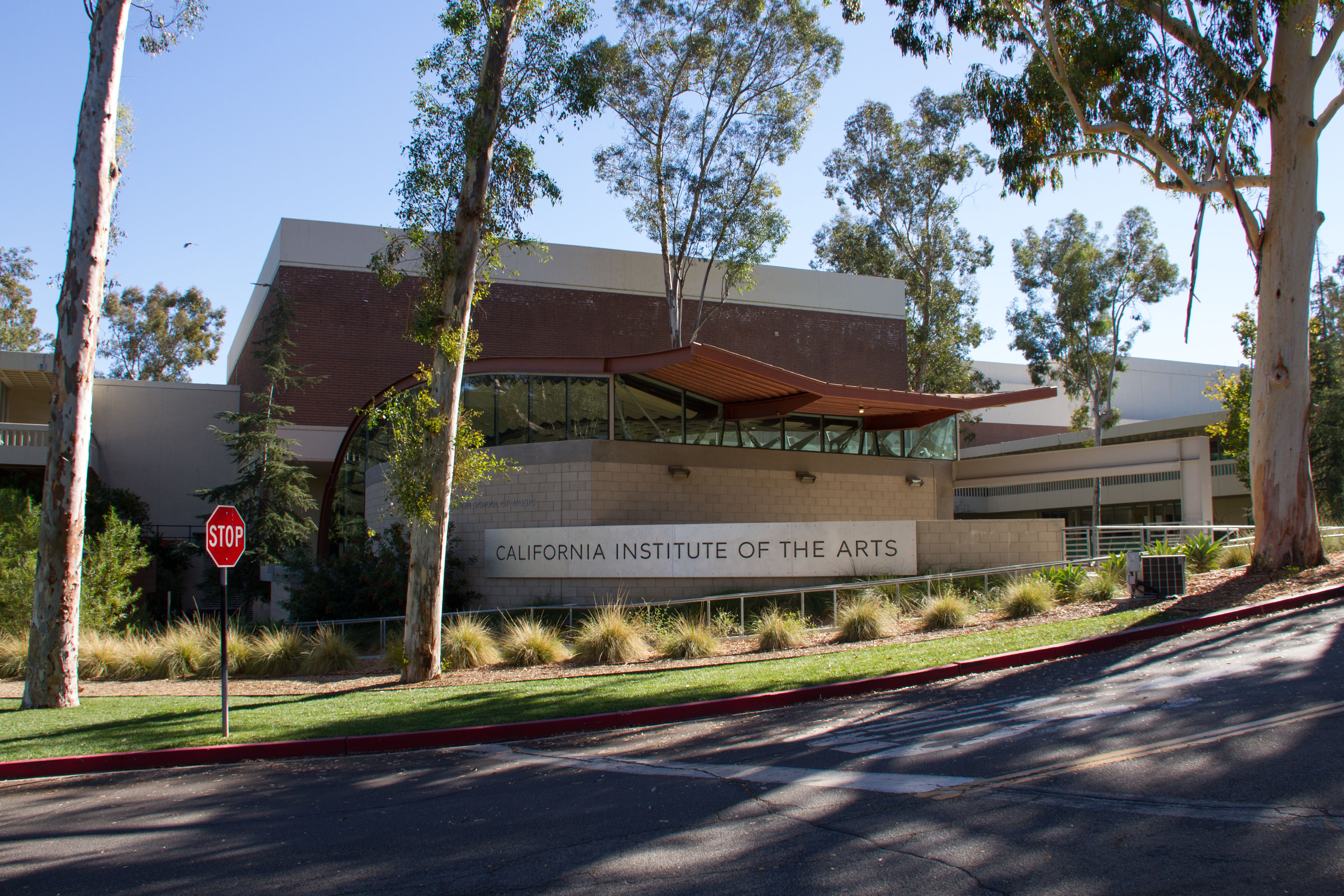
CalArts

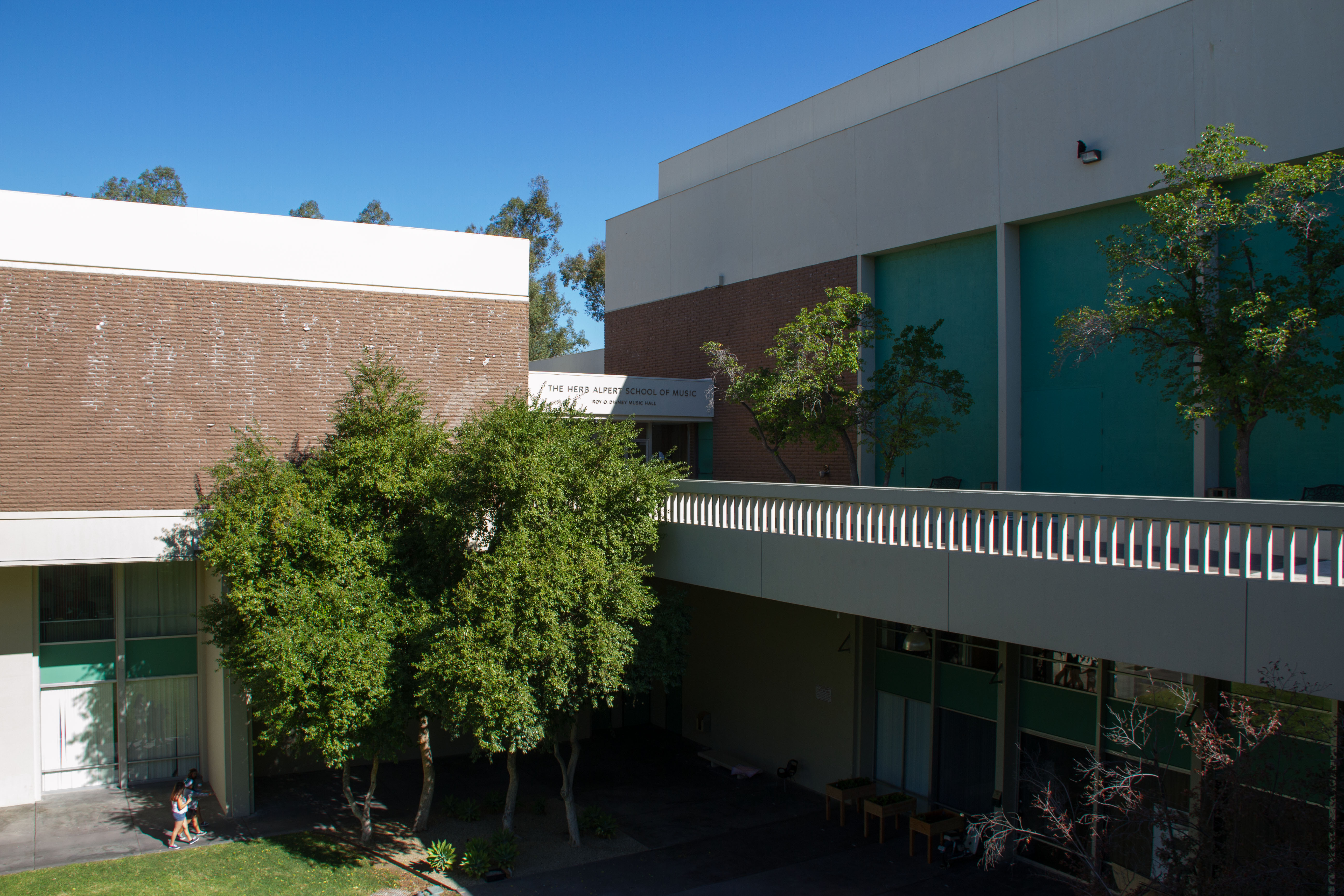
The Herb Alpert School of Music at CalArts

Das California Institute of the Arts (abgekürzt CalArts) ist eine private Kunsthochschule in Valencia im Los Angeles County, die 1961 unter der Leitung von Walt und Roy Disney als Zusammenschluss des Los Angeles Conservatory of Music (gegründet 1883) und dem Chouinard Art Institute (gegründet 1921) gegründet wurde. In Anlehnung an den Bauhaus-Gedanken wurden gestalterische und darstellende Künste unter einem Dach vereinigt.
Die Hochschule bietet Studiengänge mit Bachelor- und Master-Abschlüssen in den Bereichen Kunst, Musik, Tanz, Film und Theater an. Begünstigt durch die offene Architektur des Gebäudes stehen die einzelnen Fachbereiche in ständigem Kontakt und bieten gemeinsame Kurse an.

## Persönlichkeiten (Auswahl)
- Joe Alves (* 1936), Filmarchitekt
- Alison Brie (* 1982), Schauspielerin
- Klaus vom Bruch (* 1952), deutscher Medienkünstler und Hochschulprofessor
- Tim Burton (* 1958), Nightmare Before Christmas
- Judy Chicago (* 1939), feministische Künstlerin, Kunstpädagogin und Autorin
- John Debney (* 1956), Die Passion Christi
- Jason Goldwatch (* 1976), Regisseur
- April Greiman (* 1948), Grafikdesignerin, Typografin und 1982 Leiterin der Designabteilung
- Lauren Halsey (* 1987), Künstlerin
- Volker Hartung (* 1955), deutscher Dirigent
- David Hasselhoff (* 1952), Baywatch
- Stephen Hillenburg (1961–2018), Der SpongeBob Schwammkopf Film
- Art Hirahara (* 1971), Jazzpianist
- Alex Hirsch (* 1985), Gravity Falls
- John Lasseter (* 1957), Pixar
- M. David Mullen (* 1962), japanischer Kameramann
- Daron Nefcy (* 1985), Star gegen die Mächte des Bösen
- Paul Reubens (1952–2023), Pee-Wee Herman
- Ulrike Rosenbach (* 1943), deutsche Künstlerin und Kunstprofessorin
- Bob Scott (* 1964), Comic-Künstler, Illustrator, Cartoonist, Storyboardkünstler und Animator
- Vicki Scott, Comic-Künstlerin, Illustratorin, Cartoonistin, Storyboardkünstlerin und Animatorin
- Pendleton Ward (* 1982), Adventure Time
- John King (* 1953), Komponist, Gitarrist und Bratschist